# 레치타티보
레치타티보(이탈리아어: Recitativo) 또는 레시터티브(Recitative) 혹은 서창(敍唱)이란 오페라에서 대사를 노래하듯이 말하는 형식을 말한다.

## 스틸레 레치타티보와 스틸레 레프레젠타티보
스틸레 레치타티보(stile recitativo)는 17세기 초 카치니의 '신음악'에 사용된 기악반주가 따른 성악양식을 말하며, 규칙적인 리듬과 가사의 반복이 특징이다.
또한 스틸레 레프레젠타티보(stile representativo, 극장양식)는 역시 17세기 초 오페라 작곡가인 페리와 카치니 등이 사용한, 극적인 표현 기법을 말한다.
언어의 자연스런 리듬, 악센트, 억양 등을 매우 중요하게 여겼지만, 한편으로는 음악의 자연스런 흐름을 끊는다는 느낌을 지울 수 없다.

## 레치타티보 아콤파냐토
통주저음 악기의 반주가 붙는 레치타티보를 레치타티보 세코라 하며, 그 밖의 관현악 반주가 있는 것을 레치타티보 아콤파냐토 또는 스트로멘타토라고 한다.
오페라의 극적 클라이맥스의 장면에서 한층 감동을 깊게 하기 위하여 쓰이며, 후기 나폴리파의 작곡가인 하세, 그라운, 욤멜리, 글루크, 트라에타가 이 형식을 썼다.
모차르트의 오페라에서도 아리아의 감정을 미리 표현하기 위하여 효과적으로 쓰이고 있다.

## 같이 보기
- 멜로드라마
- 스포큰 워드